# Frank Silva
Frank A. Silva (n. 31 octombrie 1950, Sacramento, California, SUA – d. 13 septembrie 1995, Seattle, Washington, SUA) a fost un decorator de platou⁠(d) și actor american. A devenit cunoscut în rolul entității demonice BOB⁠(d) în serialul american Twin Peaks.
Silva a obținut o diplomă în design în cadrul Universitatea de Stat din San Francisco⁠(d) și a lucrat atât ca recuzitor⁠(d), cât și decorator de platou pentru numeroase filme, inclusiv Dune și Suflet sălbatic⁠(d), ambele regizat de David Lynch.
Silva a lucrat pe platourile de filmare ale serialului Twin Peaks. Conform lui Lynch într-un interviu de pe ediția Gold lansată în 2007, în timp ce se afla în casa Laurei Palmer, a realizat că Silva ar putea avea un rol în proiectul său. L-a întrebat pe Silva dacă este actor, iar acesta a răspuns afirmativ. Lynch a turnat apoi o scenă în care Silva stătea ghemuită la picioarele patului Laurei Palmer, uitându-se la camera de filmat, neștiind unde va fi utilizată în serial. Mai târziu, în timp ce turnau scena în care mama Laurei își amintește un eveniment traumatizant, Sean Doyle, operatorul de imagine, i-a spus lui Lynch că trebuie să filmeze din nou scena, deoarece un membru ai echipei a fost surprins accidental pe film. Când Lynch a aflat că acel membru este Silva, a decis să păstreze scena, considerând întâmplarea un semn bun. Astfel a luat naștere personajul Killer BOB, un spirit întunecat care o bântuie pe Laura. Silva a apărut ocazional în acest rol pe parcursul serialului și în filmul din 1992 Twin Peaks - Ultimele șapte zile ale Laurei Palmer. Prima sa apariție majoră a fost în versiunea internațională a pilotului, care cuprinde filmările accidentale.
Silva apare în videoclipul melodiei „Only⁠(d)” a formației Anthrax.
Frank Silva a încetat din viață pe 13 septembrie 1995 la vârsta de 44 de ani, din cauza unor complicații cauzate de SIDA. Al doilea episod din Twin Peaks: The Return i-a fost dedicat.